# Мюрол (замък)
Мюрол (на френски: Château de Murol) e замък във френската община Мюрол, в департамента Пюи дьо Дом в региона Оверн. Първата укрепена постройка на това място е издигната през 12 в. върху базалтово възвишение.
Замъкът е спасен от разрушаване по време на Френската революция, но е бил използван като затвор, а по-късно като каменоломна. През 19 в. е дарен на общината Мюрол и оттогава е нейна собственост. От 1958 г. е исторически паметник на Франция.